# NGC 4485
NGC 4485 je nepravilna galaktika u zviježđu Lovačkim psima. 

## Vanjske poveznice
- (engl.) SEDS: NGC 4485
- (engl.) Revidirani Novi opći katalog
- (engl.) Izvangalaktička baza podataka NASA-e i IPAC-a
- (engl.) Astronomska baza podataka SIMBAD
- (engl.) VizieR